# Gábor Andor-díj
A Gábor Andor-díjat 1958-ban Gábor Andor író emlékezetére alapította özvegye, Halpern Olga.

## Az alapítvány
Halpern Olga alapítványának összegéből évente egy-egy (1992-ben két személy kapta) fiatal költőt vagy írót jutalmaznak Gábor Andor születésének évfordulóján (január 20.). Eredetileg kétévente került sor a díj átadására.

## A díjazottak
- Györe Imre (1958)[1]
- Galabárdi Zoltán (1960)
- Diószegi András (1962)[2]
- Gerelyes Endre (1964)[3]
- Gyárfás Miklós (1966)[4]
- Hámos György (1968)[5]
- Katkó István (1970)[6]
- Bárány Tamás (1972)[7]
- Szakonyi Károly (1974)[8]
- Bor Ambrus (1976)[9]
- Molnár Géza (1978)[10]
- Ladányi Mihály (1980)[11]
- Galsai Pongrác (1982)[12]
- Goda Gábor (1983)[13]
- Mezei András (1984)[14]
- Bertha Bulcsu (1986)[15]
- Szalay Károly (1988)[16]
- Nyerges András (1990)[17]
- Kemsei István (1992)[18]
- Kaposy Miklós (1992)[19]
- Bächer Iván (1993)[20]
- József Farkas (1995)[21]
- Argumentum Kiadó (1997, csoportos)[forrás?]
- Timár György (2001)[forrás?]
- Baranyi Ferenc (2004)[22]
- Szepes Erika (2005)[23]
- Simor András (2006)[24]
- Tabák András (2008)[25]
- Varga Rudolf (2011)[forrás?]
- Papp Lajos (2012)[26]
- Gyimesi László (2012)[27]
- László-Kovács Gyula (2013)[28]